# Mvouni
Mvouni je maleni gradić na otoku Grande Comore na Komorima. To je 28. grad po veličini na Komorima i 7. na Grande Comoreu.